# Juan Miranda Salazar
Juan Miranda Salazar (Huanuni, Oruro, Bolivia, 20 de octubre de 1939) es un director de cine boliviano. En 1965 trabajó como asistente de cámara del largometraje Ukamau de Jorge Sanjinés, por aquel entonces director del Instituto Cinematográfico Boliviano (I.C.B)
Realizó estudios en cine en la Facultad de Cine de Vincennes, Francia, y trabajó como camarógrafo en varios documentales de Jorge Ruiz. También formó parte  del equipo de Antonio Eguino y luego produjo documentales en Santa Cruz de la Sierra.
En 1985 se estrenó su primer largometraje, Tinku, producido por Panamérica Films.
En 1989 su producción en vídeo La cruel Martina, basada en el cuento homónimo de Augusto Guzmán, recibió el premio Cóndor de Plata al mejor largometraje en la 16.ª edición del Festival Llama de Plata.
En 1991 se estrenó su segundo largometraje Los igualitarios, basado en la vida de Andrés Ibáñez, líder del levantamiento popular de 1876 ocurrido en Santa Cruz de la Sierra contra del régimen latifundista, feudal y esclavista.
Actualmente radica en Santa Cruz de la Sierra, como educador en el área de Cámara e Iluminación en la Escuela Superior de Comunicación Audiovisual Diakonía de la Universidad Católica Boliviana San Pablo

## Filmografía
- Tinku, el encuentro (1985)
- La cruel Martina - vídeo (1989)
- Los igualitarios (1990)[2]